# Wybory parlamentarne w Katalonii w 2017 roku
Wybory parlamentarne w Katalonii w 2017 roku odbyły się 21 grudnia 2017 roku. 

## Kontekst polityczny
Przedterminowe wybory w regionie Katalonii zostały rozpisane na skutek ogłoszenia przez władze regionalne deklaracji inicjacji procesu niepodległościowego Katalonii i aresztowaniu 14 przedstawicieli katalońskiego rządu zaangażowanych w jego organizację.